# ريزونينج مايند
ريزونينج مايند هي مؤسسة غير ربحية تقوم بتطوير مناهج الرياضيات القائمة على الحاسوب وتعمل مع المدارس لتطبيقها في الفصول الدراسية. وبالإضافة إلى ذلك، تقدم مؤسسة ريزونينج مايند خدمات التطوير المهني للمدرسين باستخدام البرنامج. وتعمل المؤسسة بشكل وثيق مع المدارس الشريكة لمساعدتها على تحقيق التنفيذ الناجح.
وفي السنة الدراسية 2012-2013، تم تسجيل حوالي 67000 طالب في الصفوف الدراسية من 2 إلى 6 في الدورات التي تقدمها مؤسسة ريزونينج مايند. معظم الطلاب من ولاية تكساس، ولكن العديد من الطلاب في ولايات أخرى (مثل ولاية فرجينيا الغربية وكاليفورنيا ونيويورك ولويزيانا) يشاركون أيضًا في البرنامج.
تمت المصادقة على البرنامج من قِبل مؤسسة فيلانثروبي راوندتيبل، وحظي برنامج التطوير المهني للمدرسي الذي تقدمه مؤسسة ريزونينج مايند بإشادة المجلس الوطني لجودة المعلمين. في ديسمبر 2008، أدرجت أكاديمية تكساس للطب والهندسة والعلوم مؤسسة ريزونينج مايند ضمن قائمة أفضل عشرة «برامج تحصل على تصنيف أ+.»
ويتم تمويل ريزونينج مايند بشكل أساسي من خلال الأعمال الخيرية. ومن بين الداعمين الرئيسيين مؤسسة بيل وميليندا غيتس وهيوستن للوقف الخيري ومؤسسة مايكل وسوزان ديل ومؤسسة إكسون موبيل. كما يتم تمويل البرنامج عن طريق منحة من وكالة التعليم في ولاية تكساس.

## وصلات خارجية
- Reasoning Mind webpage